# Файк, Доминик
Доминик Файк (англ. Dominic Fike; род. 30 декабря 1995, Нейплс, Флорида, США) — американский хип-хоп-исполнитель, автор песен и актёр.
Имеет филиппинские и афро-американские корни.

## Биография
В подростковом возрасте Файк научился играть на гитаре и заслушивался такими рок- и панк-исполнителями как Джек Джонсон, Blink-182 и Red Hot Chili Peppers. Лицо Джона Фрушанте, гитариста последних, даже красуется на его правой руке. Однако, свой музыкальный путь он начал как хип-хоп-исполнитель. Влившись в старшей школе в местную хип-хоп-тусовку, он выпускал треки на Soundcloud, однако ни один из них сейчас не удастся послушать. Единственный из сохранившихся ранних релизов называется «DISHWASHER», вышедший в 2016-м.
В 2017-м он попал в тюрьму из-за того, что, по его словам, «оказался не в том месте и не в то время». Но пока он был два месяца под домашним арестом, Файк успел записать 6 песен из планировавшихся 17-ти. В таком виде, в декабре того же года, он и выпустил «Don't Forget About Me, Demos».
К апрелю 2018-го, когда он вышел из тюрьмы, за возможность подписать с ним контракт уже билось несколько лейблов. Ускорило процесс и то, что его матери были выдвинуты серьёзные обвинения, связанные с наркотиками. На полученные с подписанного контракта деньги он первым делом нанял адвокатов, что позволило сократить её срок до двух лет. EP был заново выпущен в переработанном виде 16 октября 2018-го, в день, когда Доминик отвозил свою мать в тюрьму.
В январе 2019-го Доминик показал, что ведет работу над новым альбомом. 4-го апреля группа BROCKHAMPTON выложила видеоролик на свой YouTube-канал под названием «This is Dominic Fike», в котором Доминик исполнил свою песню «3 Nights». После нескольких коллабораций с Kevin Abstract, интерес к Доминику сильно вырос, и видео с ним собрало более одного миллиона просмотров.
7-го июня 2019 года вышли два сингла: «Açaí Bowl» и «Rollerblades». Следом вышел еще один сингл под названием «Phone Numbers», спродюсировал его Kenny Beats. Клип на сингл был выпущен 15-го октября.
Файк участвовал в треке «Dominic’s Interlude» из третьего альбома певицы Холзи «Manic», который вышел 17 января 2020 года.
25 июня 2020 года Файк выпустил сингл «Chicken Tenders» из будущего альбома. 9 июля он выпустил сингл «Politics & Violence» и анонсировал свой дебютный студийный альбом «What Could Possibly Go Wrong», который вышел 31 июля.
7 августа 2020 года вышел второй эпизод документального сериала «The New York Times Presents», посвященный ему. В сентябре 2020-го Файк стал хедлайнером серии концертов в видеоигре Fortnite. В марте 2021 года принял участие в треке Джастина Бибера «Die For You» из альбома «Justice».
16 апреля 2021 года вышел альбом «McCartney ||| Imagined» Пола Маккартни, в котором Доминик исполнил песню «The Kiss Of Venus».
В августе 2021 года стало известно, что Файк присоединится к актерскому составу подростковой драмы «Эйфория» от HBO.
В январе 2022 года состоялась премьера второго сезона сериала «Эйфория», в котором Файк сыграл роль Эллиота.

## Дискография

### Мини-альбомы
- «Don't Forget About Me, Demos» (2018)

### Студийные альбомы
- «What Could Possibly Go Wrong» (2020)
- «Sunburn» (2023)

### Синглы
- «3 Nights» (2018)
- «Açaí Bowl» (2019)
- «Rollerblades» (2019)
- «Phone Numbers» (2019)
- «Hit Me Up» (2019)
- «Chicken Tenders» (2020)
- «Politics & Violence» (2020)
- «Dancing in the Courthouse» (2023)

## Фильмография
- «Эйфория» (2022 — н. в.) — Эллиот